# رافائل پاسیو
رافائل پاسیو (انگلیسی: Rafael Paasio؛ ۶ ژوئن ۱۹۰۳ – ۱۷ مارس ۱۹۸۰) یک سیاست‌مدار اهل فنلاند بود.